# Capacité d'un canal
La capacité d'un canal, en génie électrique, en informatique et en théorie de l'information, est la limite supérieure étroite du débit auquel l'information peut être transmise de manière fiable sur un canal de communication.
Suivant les termes du théorème de codage du canal bruyant, la capacité d'un canal donné est le débit d'information le plus élevé (en unités d'information par unité de temps) qui peut être atteint avec une probabilité d'erreur arbitrairement faible,.
La théorie de l'information, développée par Claude E. Shannon en 1948, définit la notion de capacité de canal et fournit un modèle mathématique permettant de la calculer. Le résultat clé stipule que la capacité du canal, telle que définie ci-dessus, est donnée par le débit maximum de l'information mutuelle entre l'entrée et la sortie du canal, où la maximisation se fait par rapport à la distribution de l'entrée.
La notion de capacité du canal a été au cœur du développement des systèmes de communication modernes, filaires et sans fil, avec l'avènement de nouveaux mécanismes de codage de correction d'erreurs qui ont permis d'atteindre des performances très proches des limites promises par la capacité du canal.

### Sujets de communication avancée
- MIMO
- Diversité coopérative (en)